# Faisà sagnant
El faisà sagnant (Ithaginis cruentus) és una espècie d'ocell de la família dels fasiànids (Phasianidae) que viu als boscos de coníferes fins als límits de la neu a l'Himàlaia. És l'única espècie del gènere Ithaginis (Wagler, 1832). El faisà sangnant és l'ocell estatal de Sikkim, Índia.

## Descripció

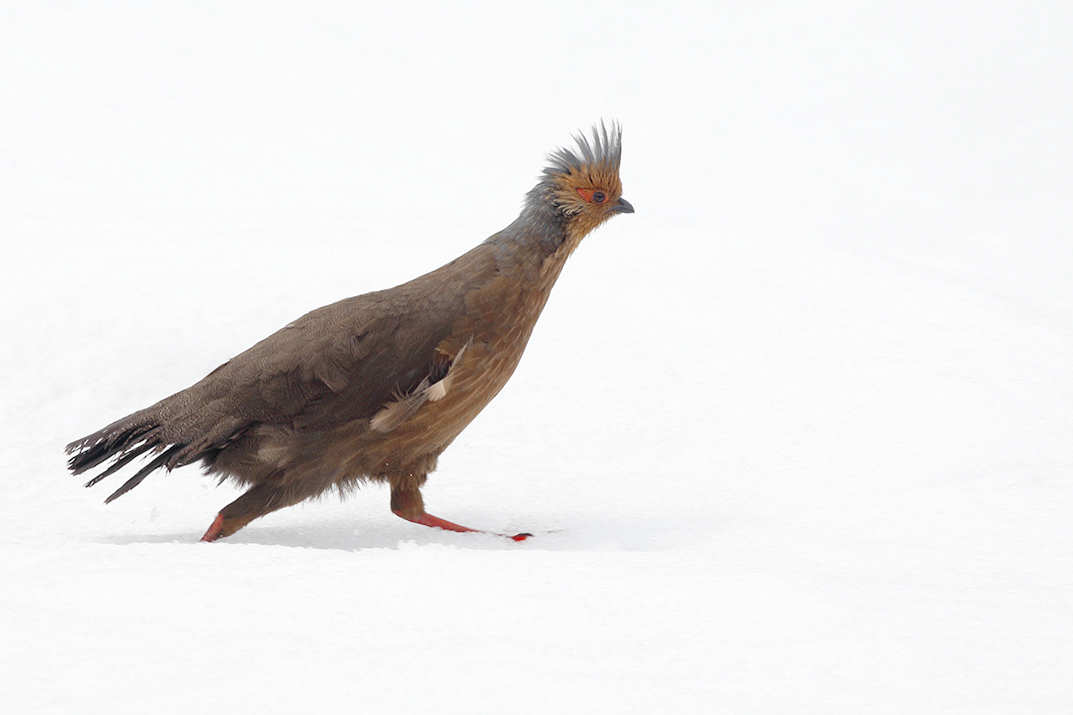
Femella a Sikkim, Índia

El faisà sangnant té la mida d'un ocell petit, d'uns 43 cm de llargada, amb el bec negre curt, convex i molt fort, cobert de plomes entre el bec i l'ull, i una petita cresta de plomes de diversos colors. El color del plomatge superior és cendrós fosc, amb eixos blancs, les cobertores de les ales amb diversos tons verds, amb amplis traços de blanc al llarg de cada ploma, les plomes de la barbeta són de color carmesí fosc; Al pit, la panxa i els costats, les plomes tenen forma de llança, de diverses longituds, les puntes verdes amb marges carmesí, que en conjunt s'assemblen a taques de sang escampades pel pit i la panxa. D'aquest fet li ve el nom comú de sagnant. La cua consta de 12 plomes desiguals, amb les tiges blanques i arrodonides, els extrems blanquinosos i les cobertores d'un vermell carmesí intens.
Tant els mascles com les femelles tenen les potes vermelles i un anell distintiu de pell nua al voltant de l'ull que normalment és de color carmesí, però que en algunes subespècies és taronja. Les femelles tenen un color més uniforme, en general de color marró apagat i sovint amb una mica de gris al clatell. Tot i que algunes de les subespècies que s'han descrit són molt distintives, d'altres no ho són, i algunes variacions semblen ser clinals. En conseqüència, el nombre de subespècies vàlides és controvertit, i diverses autoritats en reconeixen entre 12 i 14. Varien principalment en el plomatge dels mascles, especialment la quantitat de vermell o negre a la gola, el front, el coll, el pit i la cua, i la presència o absència de vermell a les ales.

## Distribució i hàbitat
El faisà sangnant viuen a les muntanyes del Nepal, Sikkim, el nord de Myanmar, el Tibet i el centre i centre-sud de la Xina, on prefereixen els boscos de coníferes o mixtos i les zones de matolls prop de la línia de neu. Es desplacen segons les estacions i es troben a altituds més elevades durant l'estiu i amb l'augment de la neu a la tardor i l'hivern, es traslladen a altituds més baixes, el que s'anomena migració altitudinal.

## Ecologia
A diferència del faisà comú, el faisà sangnant és monògam. La temporada de reproducció comença a finals d'abril, quan els mascles comencen el festeig exhibint-se davant de les femelles volant l'un cap a l'altre pit contra pit, mossegant les carúncules o fent salts alts amb puntades de peu cap al bec de l'altre. L'elecció de parella per part de les femelles depèn de factors com la longitud de la cua, la longitud dels flocs de les orelles i la presència de punts negres a la carúncula, però ni la mida ni el color de la carúncula ni la brillantor del plomatge afecten l'elecció de les femelles.
El faisà sangnant arriba a la maduresa sexual en un any. A principis de maig, les femelles madures comencen a niar sota munts de palla d'arròs envoltats d'arbres, entre matolls, petites coves o en forats d'arbres a prop del terra. Excaven nius poc profunds semblants a testos i els folren amb molsa, agulles de pi i plomes. La femella pon de 4 a 14 ous de color blanc groguenc amb taques marrons, a intervals de dos o tres dies. Durant els 27-33 dies de incubació dels ous, el mascle és responsable de defensar el territori contra altres faisans mascles.
La distribució del faisà sangnant en ambients inhòspits d'alta muntanya ha requerit una adaptació a la hipòxia i als alts nivells de radiació ultraviolada.
El faisà sangnant es mou amb la línia de neu quan busquen aliment, alimentant-se de molsa, falgueres, brots de pi i líquens.

## Conservació
Actualment, l'espècie està classificada com a risc mínim a la Llista Vermella de la UICN. Tanmateix, es considera que més de la meitat de la població està amenaçada per la pèrdua i fragmentació de l'hàbitat, la caça il·legal i les pertorbacions humanes. Gran part de l'àrea de distribució dels faisans al sud-oest de la Xina coincideix amb l'hàbitat del panda gegant, i el pasturatge de bestiar s'ha convertit en la pertorbació humana més prevalent a les zones de protecció associades. Els hàbits de nidificació a terra del faisà sanguínia i el seu període d'incubació relativament llarg el fan especialment vulnerable al trepig i a la degradació de l'hàbitat per part dels herbívors.

## Taxonomia
El Congrés Ornitològic Internacional reconeix dotze subespècies:
- I. c. affinis (Beebe, 1912) – regió de Sikkim a l'Índia.
- I. c. beicki (Mayr i Birckhead, 1937) – centre-nord de la Xina.
- I. c. berezowskii (Bianchi, 1903) – muntanyes del centre de la Xina.
- I. c. clarkei (Rothschild, 1920) – sud-oest de la Xina.
- I. c. cruentus (Hardwicke, 1821) – des del nord del Nepal fins al nord-oest de Bhutan.
- I. c. geoffroyi (Verreaux, 1867) – oest de la Xina i sud-est del Tibet.
- I. c. kuseri (Beebe, 1912) – Assam superior a l'Índia i sud-est del Tibet.
- I. c. marionae (Mayr, 1941) – muntanyes del sud-oest de la Xina i nord-est de Myanmar.
- I. c. michaelis (Bianchi, 1903) – centre-nord de la Xina.
- I. c. rocki (Riley, 1925) – sud-oest de la Xina.
- I. c. sinensis (David, 1873) – centre de la Xina.
- I. c. tibetanus (Baker, 1914) – est de Bhutan i sud del Tibet.